# The Contract
The Contract är en amerikansk film från 2006 i regi av Bruce Beresford.

## Handling
Frank Carden är en professionell yrkesmördare som leder ett team av före detta elitsoldater som dödar på beställning. När han får i uppdrag att döda miljardären Lydell Hammond i delstaten Washington ser allt först ut att gå enligt planerna, men när han råkar ut för en bilolycka och hamnar på sjukhus grips han efter det att hans falska identitet har avslöjats. Cardens team är fortfarande ute och tänker befria honom.
Samtidigt åker läraren och före detta polisen Ray Keene ut på en campingtur med sin son Chris. Inte långt därifrån sitter Carden i en polistransport som spårats upp av hans team. Efter ett misslyckat fritagningsförsök hamnar Cardens bil i en flod. Tillsammans med en FBI-agent lyckas de ta sig i land, uppdragna av Ray och Chris Keene. Det går snart upp för Ray Keene att han har att göra med en farlig brottsling, men han har inga planer på att överlämna Frank till hans kumpaner frivilligt. Det blir början på en hänsynslös katt och råtta-lek genom Washingtons skogar. Och snart visar det sig att sanningen om Cardens arbetsgivare är mer makaber än vad någon kunnat tro.

## Rollista
- Morgan Freeman – Frank Carden
- John Cusack – Ray Keene
- Jamie Anderson – Chris Keene
- Megan Dodds – Sandra
- Jonathan Hyde – Turner
- Corey Johnson – Davis
- Alice Krige – Miles
- Ian Shaw – Michaels